# George Gilbert Hoskins

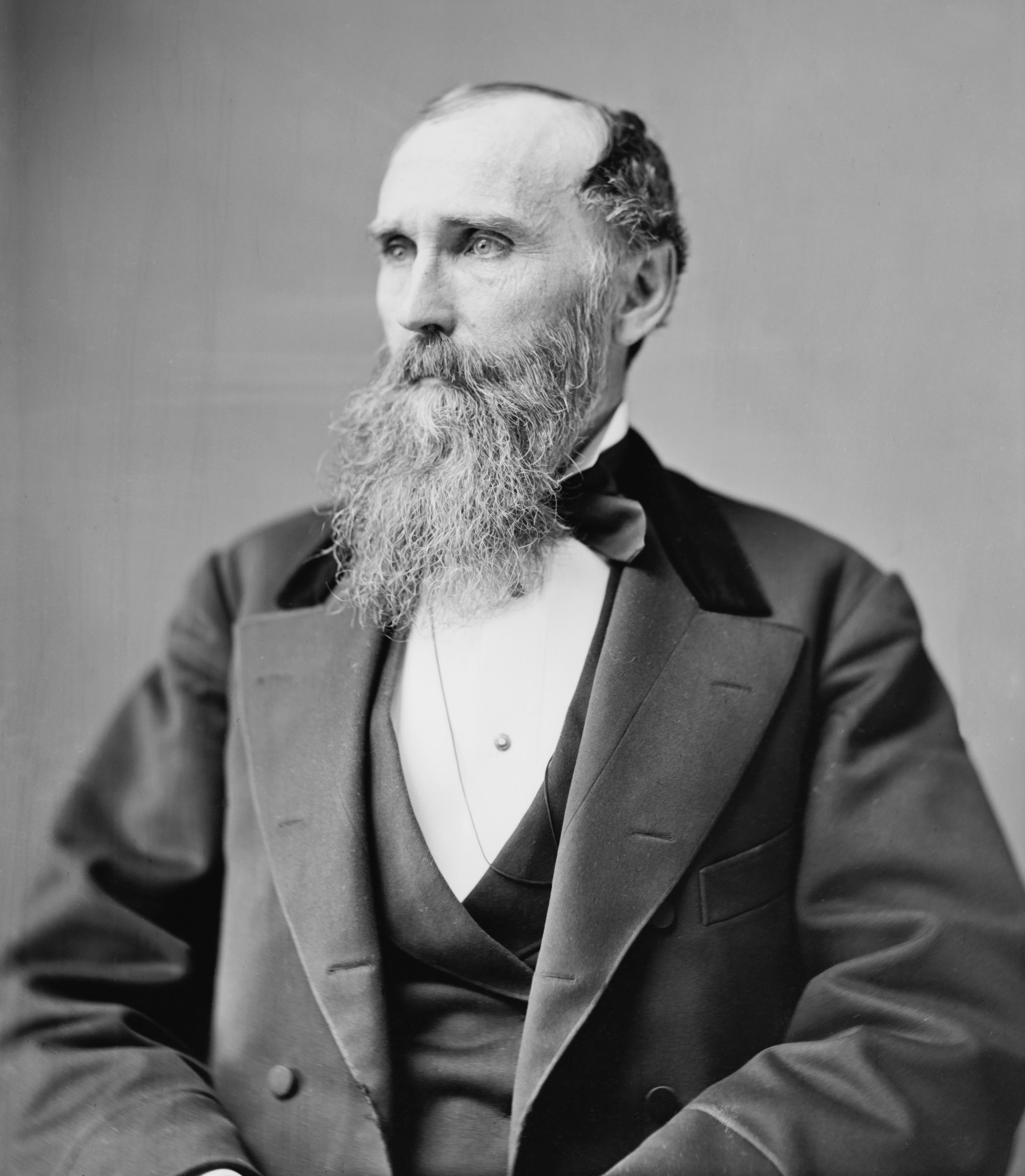
George Gilbert Hoskins

George Gilbert Hoskins (* 24. Dezember 1824 in Bennington, Wyoming County, New York; † 12. Juni 1893 in Attica, New York) war ein US-amerikanischer Politiker der Republikanischen Partei. Er vertrat den Bundesstaat New York im US-Repräsentantenhaus und war dessen Vizegouverneur.
Nach Abschluss seiner Schulausbildung schlug George Hoskins zunächst eine berufliche Laufbahn als Kaufmann ein. Über viele Jahre fungierte er zudem in seinem Heimatort Bennington als Stadtschreiber (Town clerk), als Postmeister sowie als Friedensrichter.
Seine politische Laufbahn begann im Jahr 1860 mit der Wahl in die New York State Assembly, das Unterhaus des Staatsparlaments. Diesem gehörte er von 1865 bis 1866 erneut an, im Jahr 1865 war er dabei der Speaker der Kammer. Nach einem Umzug nach Attica war er dort von 1868 bis 1870 Leiter der städtischen Buchhaltung (Commissioner of public accounts). Am 1. Mai 1871 wurde er zum Leiter der Steuerbehörde im 29. Distrikt von New York ernannt.
Von 1873 bis 1877 saß Hoskins im Repräsentantenhaus in Washington. Er vertrat dort zunächst den 30. Kongresswahlbezirk von New York, in seiner zweiten zweijährigen Amtsperiode dann den 31. Bezirk. Beim Versuch der Wiederwahl unterlag er dem Demokraten Charles B. Benedict. 1880 war Hoskins Delegierter zur Republican National Convention; im selben Jahr übernahm er das Amt des Vizegouverneurs von New York, das er zwei Jahre lang als Stellvertreter von Gouverneur Alonzo B. Cornell ausübte. Danach zog Hoskins sich aus der Politik zurück.